# Mysteriet på Greveholm 3: Den gamla legenden
Mysteriet på Greveholm 3: Den gamla legenden är ett svenskt datorspel från 2000 som bygger på SVT:s julkalender från 1996 med samma namn. Spelet utvecklades av Peter Nyrell efter ett manus av Dan Zethraeus och programmerades av Magnus Olsson.
Spelet utvecklades av Framfab Digital Media och distribuerades i Sverige av Young Genius. Spelet är en uppföljare på Mysteriet på Greveholm och Mysteriet på Greveholm 2: Resan till Planutus.

## Handling och upplägg
Spelet utspelar sig på 1800-talet då den förskräcklige greven ännu inte hade befordrats till skelett. Han bor på slottet tillsammans med prinsessan, roboten Sprak och sin betjänt Jean. Betjänten har råkat i onåd och blivit inlåst i källaren efter att ha använt ett av grevens notpapper som baksida till några porträtt som skickats ut till olika platser i landet.
För att kunna befria betjänten måste prinsessan åka runt och samla in alla pappersbitarna igen. På vägen stöter hon på den ena uppgiften efter den andra och alla måste lösas för att spelet ska lyckas.

## Mottagande
Spelet fick ett ljummet mottagande av kritiker.
TT Spektras recensent Thomas Arnroth gav spelet 2 av 5 i betyg och klagade på grafiken och spelmotorn och men tyckte ändå spelet var innehållsrikt med kluriga gåtor men sammanfattade med "Okej men inte mer. Tiden har börjat rinna ifrån Greveholmspelen." Göteborgs-Postens recensent Marie von Garaguly gav spelet 2 av 5 i betyg och tyckte spelet var tråkigt, både för barn och vuxna och hade ojämn grafik men var lika tråkig hela tiden. Dessutom saknade han instruktioner i spelet. Sydsvenskans recensent Eskil Quiding tyckte spelet hade en ojämn svårighetsnivå med bristfälliga instruktioner och sammanfattade med "Jämförd med föregångarna känns trean charmlös och betydligt mindre genomarbetad. Greven borde ha fått vila i frid."